# Paectes poliotis
Paectes poliotis är en fjärilsart som beskrevs av George Francis Hampson 1905. Paectes poliotis ingår i släktet Paectes och familjen nattflyn. Inga underarter finns listade i Catalogue of Life.